# Ніжинський ремонтний завод інженерного озброєння
Ніжинський ремонтний завод інженерного озброєння — ремонтне підприємство в складі Укроборонпрому.

## Історія
Підприємство з 2013 року по 2016 рік перебувало у процедурі судової санації. Вона була пов'язана із заборгованістю, сума якої складала майже сім мільйонів гривень. У вересні 2016 року завод відновив роботу, а заборгованість була погашена.
В червні 2019 року Фонд державного майна України включив до переліку малої приватизації 9 підприємств “Укроборонпрому”, серед яких і це підприємство.

## Діяльність
Капітальний ремонт засобів інженерного озброєння:
- вантажопідйомна техніка (автомобільні крани в / п 6,3 – 20 т, автопідйомники, автонавантажувачі);
- землерийна техніка (екскаватори ЕОВ-4421, ПЗМ-2, МДК, БАТ, грейдери, бульдозери);
- десантно-переправних техніка (ПММ, ПТС, ПМП).

## Керівництво
- Загвоздін Сергій Олександрович